# Derbyshire Dales
Derbyshire Dales är ett distrikt (motsvarande kommun) i grevskapet Derbyshire i England, Storbritannien. Distriktet har 71 752 invånare (2022).
De två största orterna är Ashbourne och Matlock.
Distriktet består av 109 civil parishes för visst lokalt självstyre.